# Продельфін
Продельфін (Stenella) — рід ссавців родини дельфінових, що налічує 5 видів. Вони зустрічаються в помірних і тропічних водах по всьому світу.

## Етимологія
грец. στενοσις - скорочення, звуження (вказуючи на вузький ніс) + лат. -ellus (жін. -ella) суфікс, який використовується для утворення зменшувальної форми іменника.

## Морфологія
Особини деяких видів починають своє життя без плям на тілі і стають все більш вкритими темними плямами з віком.
Голова і тіло довжиною 150—350 см, грудний плавець довжиною 15—38 см, спинний плавець висотою 12—30 см, хвіст 35—66 см, вага 60—165 кг. Самці в середньому більші за самиць. Загалом вони від темно-сірого до чорного зверху, світло-сірі чи рудувато-брунатні з боків і світліші з низу. Писок вузький. Ще однією характерною рисою цього роду є наявність чорних обводок навколо очей і чорної смуги у верхній частині рота.

## Поведінка
Властиві акробатичні стрибки. Їжа майже виключно — дрібна риба, іноді з кальмарами. Формують зграї (до сотень особин), спілкуються свистячими й клацаючими звуками. Швидкість 22—28 км/год.

## Життєвий цикл
Вагітність 10.5 місяців для S. longirostris, 11.2—11.5 для S. attenuata і 11—12 місяців для S. coeruleoalba. Народжується одне дитя, двійня це рідкість. Середня довжина новонароджених 77 см для S. longirostris, 83 см для S. attenuata і 100 см для S. coeruleoalba. Вигодовування молоком триває 12—24 місяці для S. longirostris, 11—25 місяці S. attenuata і 18 місяці для S. coeruleoalba. Максимальний зафіксований вік 46 років для S. attenuata і 57 років для S. coeruleoalba.